# 10 août 1956
Le vendredi 10 août 1956 est le 223e jour de l'année 1956.

## Naissances
- Antoine Hérouard, archevêque catholique français
- Assumpció Oristrell, peintre espagnole
- Catherine Barry, animatrice de télévision française
- Dianne Fromholtz, joueuse de tennis australienne
- Fred Ottman, catcheur américain
- Glenna Hansen, personnalité politique canadienne
- Joel Soisson, producteur de cinéma américain
- Lito, footballeur portugais
- Max Hardcore, acteur, réalisateur et scénariste
- Michel Vigné, acteur français
- Sergueï Soukhoroutchenkov, coureur cycliste soviétique
- Thomas Nordgren, joueur de basket-ball suédois

## Décès
- Félix Oudart (né le 8 juin 1881), acteur français

## Événements
- Sortie du film français Le Sang à la tête
- Création de Nihon Hidankyo, confédération japonaise des victimes des bombes A et H.
- En réaction aux attentats commis par le FLN, des « contre-terroristes » placent une bombe dans la casbah d’Alger, qui fait plusieurs dizaines de mort.